# 131
Het jaar 131 is het 31e jaar in de 2e eeuw volgens de christelijke jaartelling.

## Gebeurtenissen

### Italië
- Italië wordt verdeeld in vier regio's en bestuurd door een legatus met consulaire bevoegdheden. De Senaat is tegen dit wetsvoorstel.

### Griekenland
- Keizer Hadrianus vormt het Panhellenion, met als doel alle steden in Griekenland te verenigen en de Griekse cultuur te beschermen.

### Palestina
- Hadrianus sticht in Jeruzalem een Romeinse kolonie: Aelia Capitolina, in de stad wordt een garnizoen van Legio X Fretensis gelegerd.

## Geboren
- 22 september - Claudius Galenus, Romeins arts en filosoof (overleden 201)